# Йохан Алойз III фон Йотинген-Йотинген и Йотинген-Шпилберг
Йохан Алойз III Антон Карл Нотгер Фридрих Крафт Ернст Франц Вилхелм фон Йотинген-Йотинген и Йотинген-Шпилберг (на немски: ohann Aloys III Anton Karl Notger Friedrich Kraft Ernst Franz Wilhelm Fürst zu Oettingen-Oettingen und Oettingen-Spielberg; * 9 май 1788 в Йотинген; † 7 май 1855 в Мюнхен) е княз на Йотинген-Йотинген и Йотинген-Шпилберг, баварски кралски кемерер и генерал-майор.
Той е син на княз Йохан Алойз II фон Йотинген-Йотинген и Йотинген-Шпилберг (1758 – 1797) и втората му съпруга Мария Алойзия Йозефа Антония Йохана Непомуцена Бенигна фон Ауершперг (1762 – 1825), дъщеря на княз Карл Йозеф Антон фон Ауершперг (1720 – 1800) и графиня Мария Йозефа Розалия Ернестина Франциска де Паула Йохана Непомуцена Лудовика фон Траутсон-Фалкенщайн (1724 – 1792).
Йохан Алойз III е член на събранието на съсловията на Кралство Вюртемберг от 1815 до 1819 г. От 1819/20 до 1843 г. той е народен представител на камерата на племенните господари във Вюртемберг. но никога не присъства лично. От 1819 г. той също е наследствен член на камерата на имперските съветници на Баварската корона.
Йохан Алойз III фон Йотинген-Йотинген и Йотинген-Шпилберг умира на 66 години на 7 май 1855 г. в Мюнхен и е погребан в
Йотинген.

## Фамилия
Йохан Алойз III фон Йотинген-Йотинген и Йотинген-Шпилберг се жени на 31 август 1813 г. в Хохалтинген за княгиня Амалия Августа фон Вреде (* 15 януари 1796; † 11 септември 1871, погребана в Йотинген), дъщеря на баварския генерал-фелдмаршал и дипломат 1. княз Карл Филип фон Вреде (1767 – 1838) и графиня София Алойзия Агата фон Визер (1771 – 1837). Те имат четири деца:
- Ото Карл фон Йотинген-Йотинген и Йотинген-Шпилберг (* 14 януари 1815, Йотинген; † 29 април 1882, Мюнхен), княз, женен на 6 ноември 1843 г. в Пруске, Бохемия за графиня Георгина фон Кьонигсег-Аулендорф (* 1 април 1825, Пруске; † 7 юни 1877, Грац); имат четири деца
- Матилда София Нотгера фон Йотинген-Йотинген и Йотинген-Шпилберг(* 9 февруари 1816, Йотинген; † 20 януари 1886, Обермайз до Меран), омъжена на 24 януари 1839 г. в Йотинген за 6. княз Максимилиан Карл фон Турн и Таксис (* 3 ноември 1802, Регенсбург; † 10 ноември 1870, Регенсбургг)
- Густав фон Йотинген-Йотинген и Йотинген-Шпилберг (* 31 март 1817, Йотинген; † 21 юли 1864, Регенсбург, погребан в Йотинген), принц, неженен
- Берта Йохана Нотгера фон Йотинген-Йотинген и Йотинген-Шпилберг (* 1 август 1818, Йотинген; † 11 септември 1890, Бад Райхенхал), омъжена на 21 юни 1842 г. в Йотинген за граф Раймунд Фугер фон Кирхберг-Вайсенхорн (* 29 юни 1810, Оберкирхберг; † 5 април 1867, Аугсбург)